# My Beauty
My Beauty is het tweede soloalbum van Kevin Rowland, zanger van de Britse band Dexys Midnight Runners. Het werd in 1999 uitgegeven door Creation en volgde elf jaar na Rowlands solodebuut The Wanderer.

## Achtergrond
In de tussenliggende periode probeerde Rowland Dexys nieuw leven in te blazen; het bleef vooralsnog bij een televisie-optreden omdat hij met een cokeverslaving worstelde. Midden jaren 90 tekende Rowland voor drie albums bij Creation, het onafhankelijke label van Dexys-fan Alan McGee. Voor My Beauty nam hij covers op van nummers die hem de kracht gaven om af te kicken, met hier en daar een aangepaste tekst. Zodoende kreeg hij geen toestemming van Bruce Springsteen om zijn bewerkte versie vanThunder Road uit te brengen.                                        
Naar goed gebruik kwam Rowland bij dit album met een nieuw imago; na de dokwerkerskleding, joggingpakken, versleten tuinbroeken en maatkostuums uit de jaren 80 droeg hij ditmaal jurken, jarretels en make-up. "Ik heb jarenlang mijn vrouwelijke kanten onderdrukt" vertelde hij in een openhartig interview in het blad Dazed & Confused.
Desondanks ontving het album negatieve recensies, en ook het publiek was niet onder de indruk. Tijdens een optreden op het Reading-festival werd Rowland, begeleid door twee striptease-danseressen, uitgejoeld. My Beauty werd met wereldwijd 20,000 exemplaren het minstverkochte album op Creation dat aan het eind van het jaar failliet ging. 
Daardoor zou het tot 2012 duren voor Rowland een nieuw Dexys-album kon uitbrengen.
In september 2020 verscheen de heruitgave van My Beauty dat ditmaal wel de Britse album top 100 haalde (#73); daarop vooruitlopend maakte Rowland in de zomer een nieuwe videoclip bij de Four Seasons-cover Rag Doll.

## Tracklijst
1. "Greatest Love of All" (Linda Creed, Michael Masser)
2. "Rag Doll" (Bob Crewe, Bob Gaudio)
3. "Concrete and Clay" (Tommy Moeller, Gregg Parker)
4. "Daydream Believer" (John Stewart)
5. "This Guy's in Love with You" (Burt Bacharach, Hal David)
6. "The Long and Winding Road" (Lennon-McCartney)
7. "It's Getting Better" (Barry Mann, Cynthia Weil)
8. "I Can't Tell the Bottom from the Top" (Guy Fletcher, Doug Flett)
9. "Labelled With Love (I'll Stay With My Dreams)" (Chris Difford, Glenn Tilbrook)
10. "Reflections of My Life" (Junior Campbell, Thomas McAleese)
11. "You'll Never Walk Alone" (Oscar Hammerstein, Richard Rodgers)